# Irena Kasprzak
Irena Kasprzak (ur. ok. 1929, zm. 14 października 2010) – harcmistrzyni i nauczycielka, Harcmistrz Polski Ludowej.
Kasprzak miała wyższe wykształcenie zawodowe. Była nauczycielką biologii w Szkole Podstawowej Specjalnej nr 105 w Łodzi. Pełniła funkcję komendanta Ośrodka Harcerskiego Drużyn „Nieprzetartego Szlaku” – wówczas wiodącego w Chorągwi Łódzkiej ZHP. Pochowana została na Starym Cmentarzu przy ul. Ogrodowej w Łodzi.

## Wyróżnienia
- Nagroda Ministra Oświaty i Wychowania (2-krotnie),
- Medal Komisji Edukacji Narodowej,
- Złoty Krzyż Zasługi,
- Srebrny Krzyż Zasługi,
- Krzyż „Za Zasługi dla ZHP” (1970)[4],
- Srebrne odznaczenie im. Janka Krasickiego (1973)[5],
- Nagroda Miasta Łodzi (1981) – za całokształt pracy zawodowej i społecznej w dziedzinie wychowania dzieci „specjalnej troski”[3].